# Рационализъм
 Тази статия е за философската доктрина.  За течението в архитектурата вижте Рационализъм (архитектура).  
Рационализъм е философско течение, доктрина, която учи, че истината може да бъде открита най-вече и преди всичко чрез разума и анализа на фактите, а не чрез вяра и религиозни учения.

## История
Корените на тази философия могат да се открият още в древността, по-специално в учението на Платон. Той вижда в емоциите и чувствителността само псевдознание, неспособно да даде реална представа за материалната действителност. Начинът за разграничаване от чувствата и упражняване само на разума той вижда в използването на математиката. За разлика от него Аристотел базира своята философия на конкретни наблюдения в природата и поставя основите на формалната логика.
Рационализмът се оформя като течение и доктрина обаче едва по времето на Ренесанса. Рационалистите отричат значението на емоциите и традициите.
Този вид рационализъм се различава от рационализма на Рене Декарт и Готфрид Вилхелм фон Лайбниц.

## Известни представители на рационализма
- Рене Декарт
- Айн Ранд
- Алберт Айнщайн
- Бенджамин Франклин
- Бертран Ръсел
- Демокрит
- Чарлс Дарвин
- Галилео Галилей
- Айзък Азимов
- Николай Коперник
- Ноам Чомски
- Волтер
- Макс Вебер